# Силаєв Лев Григорович
Лев Григорович Силаєв (6 липня 1922, Петроград — 12 листопада 1993) — режисер, Народний артист УРСР (з 1965 року).

## Біографія
Народився 6 липня 1922 року в Петрограді. Закінчив Київський театральний інститут. Працював в Київських театрах:
- Музичної комедії (в 1948–1958 роках — актор, з 1951 року — режисер);
- Опери та балету (1958–1968 роках режисер);
- Палаці культури «Україна» Головний режисер(1968–1979 роки).

В 1979–1982 роках — художній керівник Київського мюзик-холу.

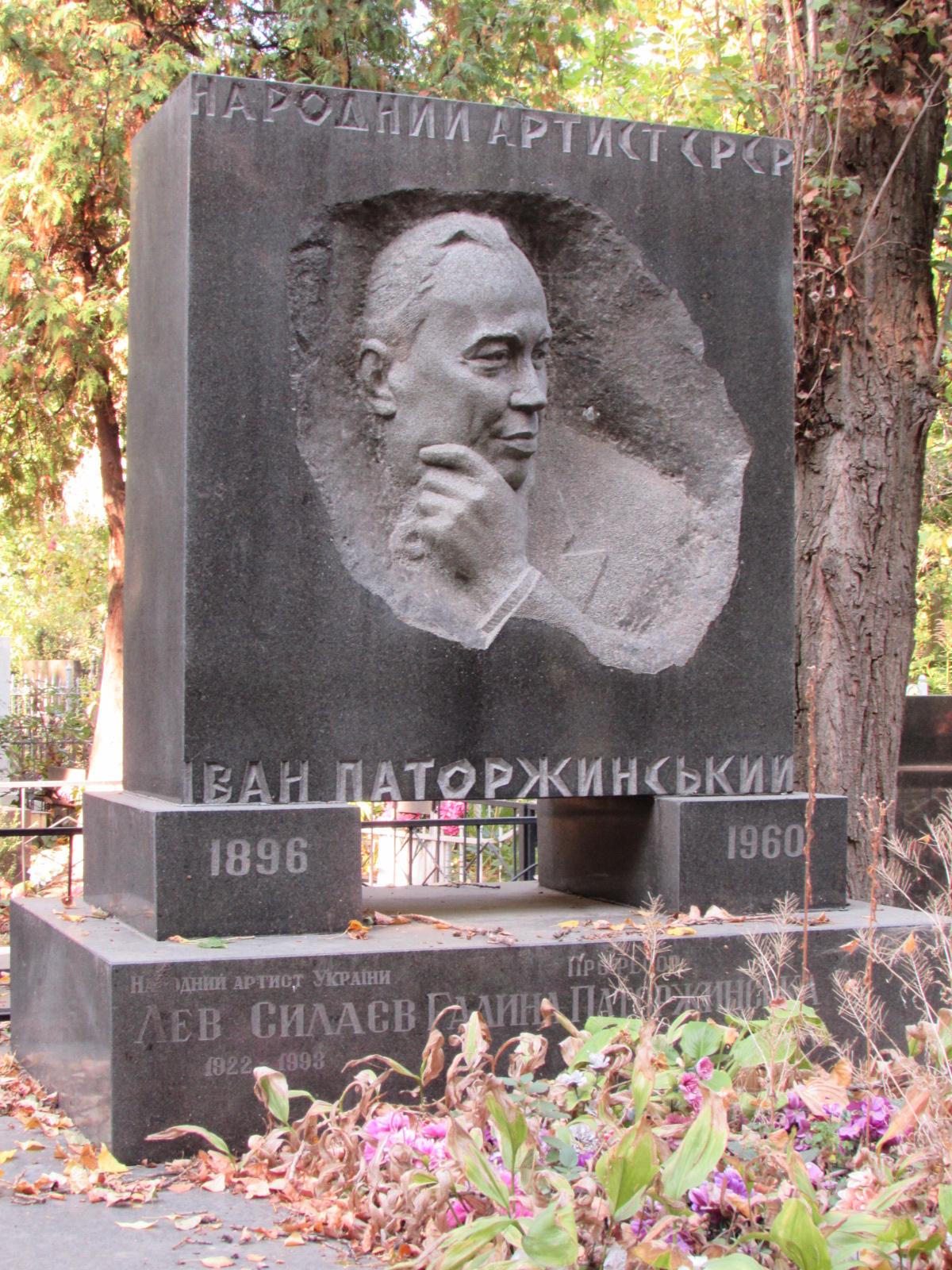
Могила Лева Силаєва

Жив у Києві. Помер 12 листопада 1993 року. Похований на Байковому кладовищі поряд з дружиною, піаністкою і педагогинею Галиною Паторжинською, і тестем Іваном Паторжинським.

## Творчість
Поставив спектаклі:
- «Кармен» Ж. Бізе;
- «Чарівна флейта» В.-А. Моцарта.

Ролі в кіно:
- 1955 «Матрос Чижик» :: епізод;
- 1954 «Командир корабля» :: епізод.

Озвучування:
- 1976 «Повітряний трамвай № 19» (анімаційний)[1].